# Archiv für Begriffsgeschichte
L'Archiv für Begriffsgeschichte (dal tedesco: Archivio per la storia dei concetti), abbreviato come AfB, è una rivista semestrale interdisciplinare pubblicata dalla Felix Meiner Verlag di Amburgo.

## Tema della rivista
L'Archiv für Begriffsgeschichte fu fondato nel 1955 da Erich Rothacker per raccogliere, come recitava il sottotitolo originale, gli elementi costitutivi di un dizionario storico della filosofia. L'intento era quello di rivedere in modo approfondito la quarta edizione ormai obsoleta del Wörterbuch der philosophischen Begriffe (1927-1930) di Rudolf Eisler. Dal momento che, oltre all'Historisches Wörterbuch der Philosophie iniziato da Joachim Ritter e completato nel 2007, al quale l'AfB ha contribuito in vari modi, esiste ormai una serie considerevole di grandi dizionari di storia dei concetti, il compito della rivista si è ampliato sia in termini di contenuto che di metodo, diventando un organo interdisciplinare per l'intera ricerca sulla storia dei concetti.
In questo ruolo, l'Arbeitsgemeinschaft für Begriffsgeschichte (Gruppo di lavoro per la storia dei concetti, AfB) tiene conto dell'importanza fondamentale del linguaggio e dell'evoluzione linguistica per una varietà di ambiti dell'esperienza e della conoscenza e si considera un punto di incontro che stimola, prepara, integra e accompagna criticamente progetti di ricerca, monografie ed enciclopedie pertinenti.

## Struttura della rivista
L'AfB pubblica opere relative ai concetti della storia della filosofia, delle scienze e delle arti, sia della tradizione europea che extraeuropea; su concetti mitologici, religiosi e teologici; su concetti di uso comune che hanno un significato caratteristico di un'epoca o di una cultura; su metafore potenti; sui problemi di traduzione dei concetti, nonché la teoria e la critica del metodo storico-concettuale.
Ogni numero contiene un argomento principale, nonché saggi e recensioni di libri. Gli articoli sono pubblicati in tedesco e in inglese. Tutti i saggi che vengono pubblicati sono soggetti a una procedura anonima di revisione paritaria. Inoltre, l'AfB pubblica numeri speciali su argomenti selezionati della ricerca relativa alla storia dei concetti.

## Cronologia dei redattori
- volumi da 1 a 10: a cura di Erich Rothacker;
- volumi da 11 a 26: fondamenti dati da Erich Rothacker. A cura di Karlfried Gründer in collaborazione con Hans-Georg Gadamer e Joachim Ritter;
- volumi da 27 a 34: fondamenti dati da Erich Rothacker. A cura di Karlfried Gründer e Gunter Scholtz in collaborazione con Hans-Georg Gadamer e Joachim Ritter;
- volumi da 35 a 43: fondamenti dati da Erich Rothacker. Pubblicati in collaborazione con Hans-Georg Gadamer e Karlfried Gründer e Gunter Scholtz;
- volumi da 44 a 46: fondamenti dati da Erich Rothacker. Pubblicati in collaborazione con Karlfried Gründer e Gunter Scholtz;
- volumi da 47a 48: fondamenti dati da Erich Rothacker. Pubblicati da Christian Bermes, Ulrich Dierse e Christof Rapp;
- volumi da 49 a 57: fondamenti dati da Erich Rothacker. A cura di Christian Bermes, Ulrich Dierse e Michael Erler;
- volumi da 58 a 61: fondamenti dati da Erich Rothacker. A cura di Christian Bermes, Hubertus Busche e Michael Erler;
- volume 62: fondamenti dati da Erich Rothacker. A cura di Christian Bermes, Hubertus Busche, Carsten Dutt (responsabile) e Michael Erler;
- dal volume 63.1: fondamenti dati da Erich Rothacker. Curato da Carsten Dutt in collaborazione con Hubertus Busche, Michael Erler e Christian Bermes;
- dal volume 64.1: fondamenti dati da Erich Rothacker. Curato da Carsten Dutt in collaborazione con Hubertus Busche e Michael Erler.

## Indicizzazione
Gli abstract e gli articoli sono indicizzati da:  Academic Search Premier, International Bibliography of Periodical Literature, L'Année philologique, Modern Language Association Database e Philosopher's Index.